# Prameniště Pohořského potoka
Prameniště Pohořského potoka je přírodní památka v okrese Český Krumlov. Nachází se v Novohradských horách, podél tří zdrojnic Pohořského potoka, půl kilometru jižně od Pohoří na Šumavě. Je součástí Evropsky významné lokality Pohoří na Šumavě a Ptačí oblasti a Přírodního parku Novohradské hory.
Předmětem ochrany je rozmanitá mozaika společenstev mezofytních horských luk (bývalých pastvin), vysokobylinných porostů trvale podmáčených stanovišť v nivách potoků a na rozsáhlých prameništích, společenstev rašelinišť a rašelinných pramenišť a vrchovištních nelesních fytocenóz, s druhově poměrně pestrou květenou, zejména početnou populací kýchavice bílé pravé (Veratrum album subsp. album) a také dvěma druhy orchidejí.

## Flóra
Na horských loukách a pastvinách rostou pcháč různolistý (Cirsium heterophyllum), zvonečník černý (Phyteuma nigrum), hadí kořen větší (Bistorta major), škarda měkká čertkusolistá (Crepis mollis subsp. succisifolia), prha arnika (Arnica montana), plavuň vidlačka (Lycopodium clavatum), všivec ladní (Pedicularis sylvatica), svízel horský, podbělice alpská (Homogyne alpina). Na loukách dochází k sukcesi – náletové dřeviny jsou zastoupeny solitérně rostoucím smrkem ztepilým (Picea abies), roztroušeně se vyskytují vrba ušatá (Salix aurita), vrba pětimužná (Salix pentandra) a olše zelená (Alnus alnobetula). V nivách, na prameništích, rašelinných loukách a rašeliništích rostou blatouch bahenní horský (Caltha palustris subsp. laeta), pryskyřník omějolistý (Ranunculus aconitifolius), pleška stopkatá (Willemetia stipitata), starček potoční (Tephroseris crispa), prstnatec májový (Dactylorhiza majalis), prstnatec listenatý (Dactylorhiza fuchsii), ostřice šedavá (Carex canescens), ostřice skloněná (Carex demissa), ostřice chudokvětá (Carex pauciflora), ostřice zobánkatá (Carex rostrata), suchopýr úzkolistý (Eriophorum angustifolium), suchopýr pochvatý (Eriophorum vaginatum), klikva bahenní (Vaccinium oxycoccos), vlochyně bahenní (Vaccinium uliginosum), vzácně i suchopýrek alpský (Trichophorum alpinum), na lučních prameništích v jihozápadní části přírodní památky roste početná populace kýchavice bílé pravé. Pro rašeliniště a prameniště jsou charakteristické mechorosty - četné rašeliníky, klamonožka bahenní (Aulacomnium palustre), ploník tuhý (Polytrichum strictum).

## Fauna
Přírodní památka a její okolí patří mezi posledních enklávy, kde dosud přežívá v Novohradských horách tetřívek obecný (Lyrurus tetrix). Dále zde hnízdí zde chřástal polní (Crex crex), bekasina otavní (Gallinago gallinago), bramborníček hnědý (Saxicola rubetra) a linduška luční (Anthus pratensis) a za potravou sem zalétá kos horský (Turdus torquatus), který hnízdí v okolních lesích. Z plazů a obojživelníků je tu běžná zmije obecná (Vipera berus), ještěrka živorodá (Zootoca vivipara) a čolek horský (Ichthyosaura alpestris).